# Ingerana tasanae
Ingerana tasanae és una espècie de granota que viu a Tailàndia i, possiblement també, a Myanmar.
Està amenaçada d'extinció per la pèrdua del seu hàbitat natural.